# كلايد كاميرون
كلايد كاميرون (بالإنجليزية: Clyde Cameron)‏ هو نقابي وسياسي أسترالي، ولد في 11 فبراير 1913 بجسر موراي في أستراليا، وتوفي في 14 مارس 2008. حزبياً، نشط في حزب العمال الأسترالي. وقد انتخب عضو مجلس النواب الأسترالي عن دائرة Division of Hindmarsh ‏ (10 ديسمبر 1949 – 19 سبتمبر 1980).